# Хамаданская операция
Хамаданская операция — наступательная операция русских войск в северном Иране, проведённая (17) (30) октября — 3 (16) декабря 1915 года с целью пресечь деятельность германско-турецкой агентуры и исключить выступление Ирана и Афганистана против России.
Осенью 1915 года в результате террористической деятельности германско-турецких агентов и действий диверсионных отрядов Иран оказался на пороге гражданской войны. Возникла опасность выступления Афганистана в войне против России и Великобритании. Поэтому командование российской Кавказской армии послало в Иран по Каспийскому морю Экспедиционный кавалерийский корпус Н. Н. Баратова. 17 (30) октября корпус высадился в Энзели, а 29 октября (11 ноября) сосредоточился в Казвине, ранее захваченном российскими войсками. В последующем корпус двумя колоннами начал наступление на Хамадан и Кум, являвшиеся главными опорными пунктами германско-османской агентуры и её вооружённых отрядов, а одной колонной на Тегеран.
3 (16) декабря российские войска заняли Хамадан, а затем разгромили диверсионные отряды противника в районе Боруджерда, Доулетабада, Кума. Кум был занят 9 (22) декабря. Выдвинутый в декабре из Туркестанского военного округа Хорасанский отряд обезвредил диверсионные группы врага, следовавшие через южный Иран к афгано-иранской границе. Хорасанский отряд совместно с английским отрядом в Систане установил подвижную завесу на фронте Бирджента, Систана, Оманского залива, не допуская проникновения германско-турецких агентов в Афганистан. В итоге Хорасанскому отряду удалось обезопасить левый фланг Кавказской армии от действий вражеских отрядов в этом регионе.